# Coelotes xinjiangensis
Coelotes xinjiangensis là một loài nhện trong họ Amaurobiidae.
Loài này thuộc chi Coelotes. Coelotes xinjiangensis được Hsen Hsu Hu miêu tả năm 1992.